# Kłyżów (przystanek kolejowy)
Kłyżów – zamknięty przystanek osobowy w Kłyżowie na linii kolejowej nr 66, w województwie podkarpackim, w Polsce.